# گورناگ (کیشکور)
گورناگ روستایی در دهستان کیشکور بخش کیشکور شهرستان سرباز استان سیستان و بلوچستان ایران است.

## جمعیت
بر پایه سرشماری عمومی نفوس و مسکن در سال ۱۳۹۵ جمعیت این روستا ۴۹۹ نفر (۱۲۴خانوار) بوده‌است.